# Demóstenes Filaletes
Demóstenes Filaletes (em grego clássico: Δημοσθένης ὁ Φιλαλήθης) foi um antigo médico grego da Ásia menor, um dos alunos de Alexandre Filaletes, contemporâneo de Aristóxenes e seguidor dos ensinamentos de Herófilo. Foi o substituto de Alexandre no cargo de chefe da escola herofiliana de medicina na cidade de Carura. Viveu, provavelmente, por volta do século I, sendo bastante louvado por suas habilidades como oculista. Foi o autor do trabalho oftalmológico mais influente da antiguidade chamado Oftálmico, que versava sobre doenças oculares e que, contudo, parece ter desaparecido na Idade Média, não restando quase nada nos dias atuais, a não ser alguns excertos preservados por Aécio de Amida, Paulo de Égina, Rufo de Éfeso e outros escritores posteriores. Ele também desenvolveu um trabalho sobre a pulsação arterial, o qual é citado por Cláudio Galeno. Demóstenes foi o último conhecido da escola herofiliana de medicina na Ásia Menor.